# Centistes punctatus
Centistes punctatus är en stekelart som beskrevs av Chen och Van Achterberg 1997. Centistes punctatus ingår i släktet Centistes och familjen bracksteklar. Inga underarter finns listade.